# Polytelis
Polytelis Wagler, 1832 è un genere di uccelli della famiglia degli Psittaculidi.

## Tassonomia
Comprende le seguenti specie:
- Polytelis swainsonii (Desmarest, 1826) - parrocchetto di Barraband
- Polytelis anthopeplus (Lear, 1831) - parrocchetto codanera
- Polytelis alexandrae Gould, 1863 - parrocchetto della regina Alessandra